# YTN 뉴스와이드
《YTN 뉴스와이드》는 대한민국 YTN에서 주말 아침 7시 50분, 오전 9시 50분, 11시 50분, 오후 3시 50분, 저녁 5시 50분, 밤 9시 50분에 방송되는 YTN의 주말 종합뉴스 프로그램이다.

## 앵커
- 무작위

## 타이틀 변천사
| 역대 | 타이틀         | 방송 기간                        |
| ---- | -------------- | -------------------------------- |
| 1기  | YTN 뉴스와이드 | 1999년 9월 6일 ~ 2024년 3월 31일 |
| 2기  | YTN 24         | 2024년 4월 2일 ~ 2024년 4월 30일 |
| 3기  | YTN 뉴스와이드 | 2024년 5월 4일 ~ 현재            |

## 경쟁 프로그램
- 토요와이드 / 일요와이드 (연합뉴스TV)